# Cerro del Bolsón
O Cerro del Bolsón é uma montanha na província de Tucumán, na Argentina, na cordilheira Aconquija, nos Andes. É o ponto mais alto de um subgrupo da cordilheira principal dos Andes, a leste da região de Puna de Atacama. Fica cerca de 200 km a leste do Ojos del Salado, o ponto mais alto em Puna de Atacama.
Embora não tão alto como os picos de mais de 6000 m de altitude da cadeia principal dos Andes que ficam para oeste, o Bolsón é notável pela sua grande proeminência topográfica de 3252 m, o que o torna a 69.ª mais proeminente montanha do mundo.